# Palmeira (Santa Catarina)
Palmeira è un comune del Brasile nello Stato di Santa Catarina, parte della mesoregione Serrana e della microregione di Campos de Lages.